# Referèndum constitucional de São Tomé i Príncipe de 1990
El Referèndum constitucional de São Tomé i Príncipe de 1990 va tenir lloc el 22 de d'agost de 1990. Es va votar una nova constitució que introduïa una democràcia multipartidista, per primera vegada des de la independència, així com la limitació del mandat del president a dues legislatures. Fou aprovada pel 95,3% dels votants. Per a l'any següent es van convocar eleccions legislatives i eleccions presidencials

## Resultats
| Opció         | Vots   | %    |
| ------------- | ------ | ---- |
| A favor       | 38.100 | 95.3 |
| En contra     | 1.852  | 4.7  |
| Nuls/en blanc | 2.381  | -    |
| Total         | 42.333 | 100  |